# Pteracantha
Pteracantha är ett släkte av skalbaggar. Pteracantha ingår i familjen långhorningar.
Kladogram enligt Catalogue of Life:
| Pteracantha | \| \| Pteracantha agrestis \| \| \| \| \| \| Pteracantha fasciata \| \| \| \| |
|             | \| \| Pteracantha agrestis \| \| \| \| \| \| Pteracantha fasciata \| \| \| \| |
|             | Pteracantha agrestis                                                          |
|             |                                                                               |
|             | Pteracantha fasciata                                                          |
|             |                                                                               |